# تيتسويا تاكاد
تيتسويا تاكادَ (باليابانية: 高田 哲也) (31 يوليو 1969 في هيروشيما في اليابان – )؛ هو لاعب كرة قدم ياباني سابق كان يلعب كلاعب وسط.

## وصلات خارجية
- تيتسويا تاكاد على موقع رابطة كرة القدم اليابانية للمحترفين (اليابانية)
- تيتسويا تاكاد على موقع عالم كرة القدم.نت (الإنجليزية)